# Carlos Muñoz (zapaśnik)
Carlos Andrés Muñoz Jaramillo (ur. 3 sierpnia 1992) – kolumbijski zapaśnik w stylu klasycznym. Dwukrotny olimpijczyk. Zajął dwudzieste miejsce w Rio de Janeiro 2016 w kategorii 75 kg i piętnaste w Paryżu 2024 w kategorii do 87 kg.
Zajął trzynaste miejsce na mistrzostwach świata w 2017. Mistrz igrzysk Ameryki Południowej w 2018. Brązowy medalista igrzysk panamerykańskich w 2015 i 2023; piąty w 2019. Zdobył siedem medali na mistrzostwach panamerykańskich w latach 2014 - 2024. Drugi na igrzyskach Ameryki Środkowej i Karaibów w 2023 i trzeci w 2014 i 2018. Triumfator igrzysk boliwaryjskich w 2017 i 2022; trzeci w 2013 roku.